# Rolf Leeser
Rolf Leeser (Essen, 4 juni 1929 – Amsterdam, 21 maart 2018) was een Duits-Nederlands voetballer en modeondernemer.

## Loopbaan
Tijdens de Duitse bezetting van Nederland meldde Leeser zich op twaalfjarige leeftijd aan bij AFC Ajax. Afkomstig uit een uit Duitsland gevluchte Joodse familie, maar met katholieke moeder werd hij niet vervolgd door de nazi's. Bij Ajax behaalde hij het eerste elftal, waarin hij speelde als rechtsvoor. Hij werd er de boezemvriend van midvoor Rinus Michels.
Leeser was 24 toen het betaald voetbal werd ingevoerd in Nederland, in 1954. Hij was ondertussen ondernemer in modewinkels (Modehuis Leeser) en had zestig mensen voor zich werken. Hij zag het economisch niet zitten om voor zestig gulden per wedstrijd en twintig gulden per training professioneel voetballer te worden en verhuisde eind 1954 naar de amateurs van AFC. Hij bleef tot zijn zeventigste actief in de ledenraad van de Amsterdamse club.
Wel zou Leeser actief blijven in de wereld van voetbal. Hij gaf opdracht aan het ontwerpbureau Samenwerkende Ontwerpers een nieuw logo voor Ajax te maken. De ontwerpers Roel Klaverstijn, Jean Paul de Vries en Mark Zeilstra kwamen tot het nieuwe ontwerp dat uit elf lijnen is opgebouwd. Het bureau ontwikkelde ook (subtiele) veranderingen aan de logo's van FC Bayern München, VfB Stuttgart en Borussia Dortmund. Daarnaast bezorgde het uitgebreide netwerk van Leeser hem de mogelijkheden om Louis van Gaal bij Bayern München onder te brengen.

## Privéleven
Rolf Leeser was een kind van een Joodse familie, geboren in het Duitse Essen. Opa bestierde er zeven modezaken, gespecialiseerd in hoeden en bont, die hem begin jaren dertig allemaal door de nazi's werden afgenomen. De familie vluchtte maar Nederland en kwam in Amsterdam terecht. Rolf en zijn ouders waren de enige van de familie die de oorlog overleefden.
Leeser was getrouwd met kinderrechter Anita Leeser-Gassan. Zij was de dochter van Samuel Gassan, de oprichter van Gassan Diamonds. De twee zoons van Leeser namen na het overlijden van Samuel Gassan in 1983 de leiding van het bedrijf van hun opa over. Benno Leeser was de president-directeur van Gassan Diamonds en was voorzitter van de businessclub van Feyenoord.
Rolf Leeser overleed in 2018 op 88-jarige leeftijd.

## Clubstatistieken
| Seizoen | Club | Land      | Competitie                   | Wedstrijden | Doelpunten |
| ------- | ---- | --------- | ---------------------------- | ----------- | ---------- |
| 1948/49 | Ajax | Nederland | Eerste Klasse                | 1           | 0          |
| 1949/50 | Ajax | Nederland | Eerste Klasse                | 0           | 0          |
| 1950/51 | Ajax | Nederland | Eerste Klasse                | 0           | 0          |
| 1951/52 | Ajax | Nederland | Eerste Klasse                | 3           | 0          |
| 1952/53 | Ajax | Nederland | Eerste Klasse                | 15          | 3          |
| 1953/54 | Ajax | Nederland | Eerste Klasse                | 15          | 3          |
| 1954/55 | Ajax | Nederland | Eerste Klasse B (afgebroken) | 1           | 0          |